# Duma de Stat (Imperiul Rus)

Duma de Stat sau Duma Imperială a fost camera inferioară a adunării legislative a Imperiului Rus în ultima parte a existenței sale. Adunările Dumei erau ținute în Palatul Taurida din Sankt Petersburg. Duma a fost convocată de patru ori între 27 aprilie 1906 și prăbușirea imperiului în februarie 1917. Prima și a doua Dumă au fost mai democratice și au reprezentat o diversitate mai mare de alegători decât ultimele două. A treia Dumă a fost dominată de nobili, moșieri și oameni de afaceri. A patra Dumă a avut cinci sesiuni – și-a continuat existența până pe 2 martie 1917  și a fost dizolvată oficial pe 6 octombrie același an. 

## Istoric

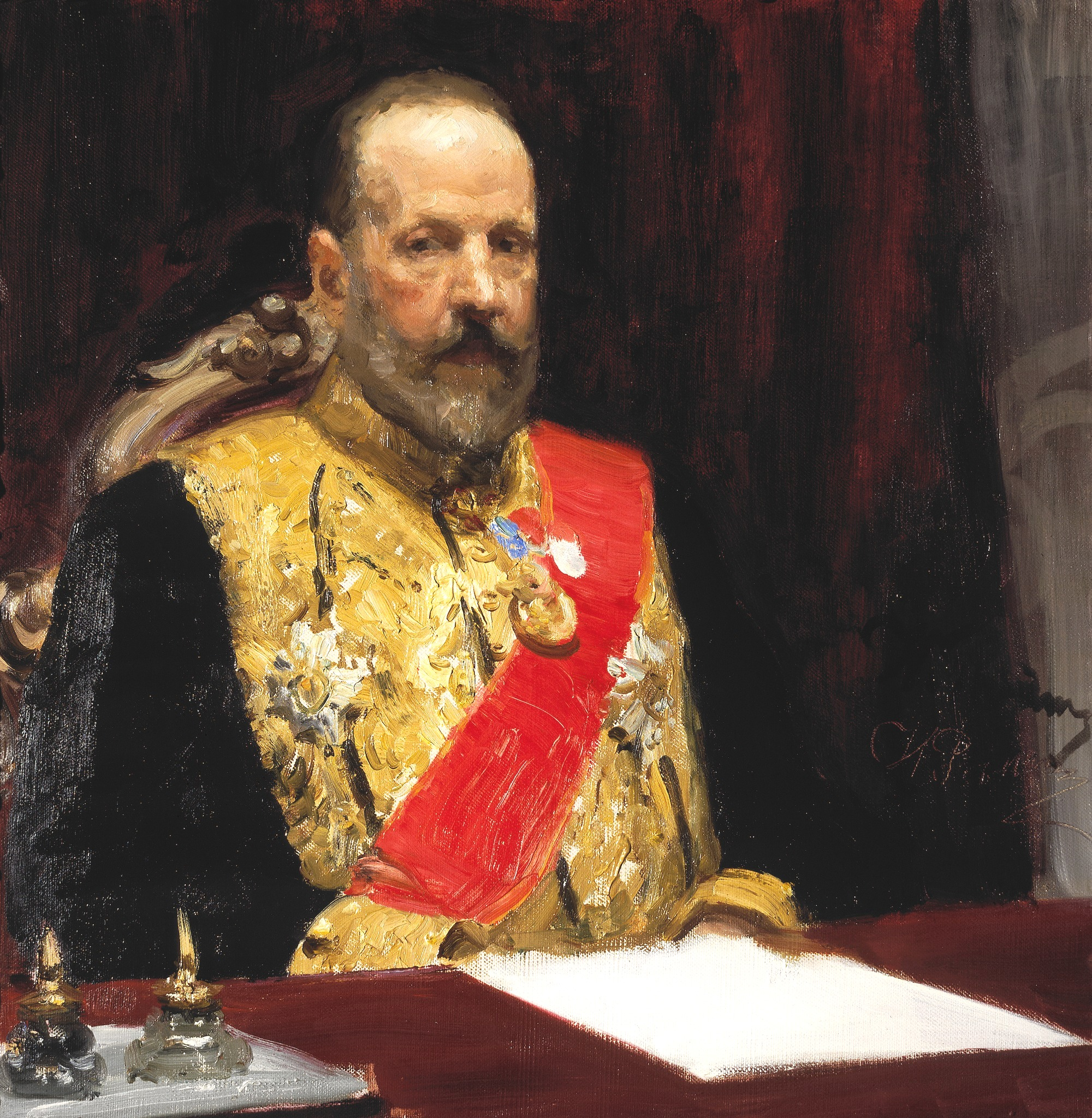
Serghei Witte

Serghei Witte, (numit prim-ministru de împăratul Nicolae al II-lea să negocieze pacea cu Imperiul Japonez după încheierea Războiului ruso-japonez din 1904-1905), în condițiile presiunilor exercitate de evenimentele revoluției din 1905, a emis o proclamație cu privire la convocarea Dumei, care fusese gândit inițial ca un organ pur cosultativ, așa numita Dumă „Bulîghin”, după numele ministrului de interne din acel timp. În proclamația țarului care a urmat în octombrie, monarhul a promis introducerea mai multor drepturi civile, asigurarea unei reprezentări mai largi la noua „Dumă de Stat” și 
va asigura o participare largă la o nouă „Dumă de Stat” și oferirea corpului legiuitor a unor puteri sporite legislative și de supraveghere. 
Cu toate acestea, împăratul Nicolae al II-lea era hotărât să păstreze puterea absolută. Pe 23 aprilie 1906 (stil vechi), țarul a promulgat Constituția, care îi asigura titlul de „autocrat supem”. Deși nicio lege nu putea fi publicată fără consimțământul Dumei, nici Duma nu putea să voteze legi fără aprobarea Consiliului de Stat (dominat de nobili, dintre ai cărui membri jumătate erau numiți de împărat) și, în plus, țarul avea dreptul suprem de veto. Legea supremă prevedea că miniștrii nu erau numiți de Dumă și nici nu răspundea în fața deputaților, prin aceste prevederi negând dreptul de control al Parlamentului asupra executivului. Mai mult chiar, împăratul avea puterea să dizolve Duma și să anunțe convocarea de noi alegeri oricând dorea. Articiolul 87 îi permitea țarului să emită legi temporare (de urgență) prin decret. Toate aceste puteri și prerogative asigurau în practică continuarea statutului de monarhie absolută a Imperiului Rus. Acesta a fost contextul în care, pe 27 aprilie 1906, s-au deschis lucrările primei Dume.

### Prima DUmă

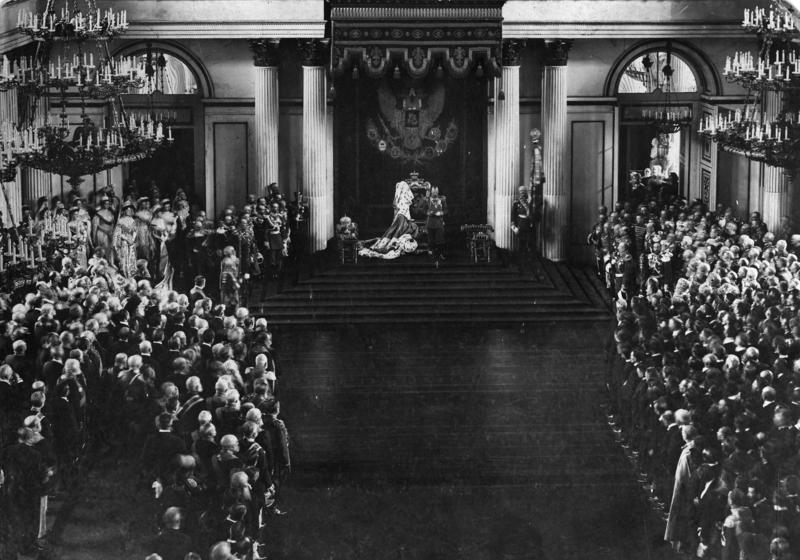
Împăratul Nicolae al II-lea își ține discursul de deschidere în fața celor două camere al Parlamentului în Palatul de Iarnă, în 1906.

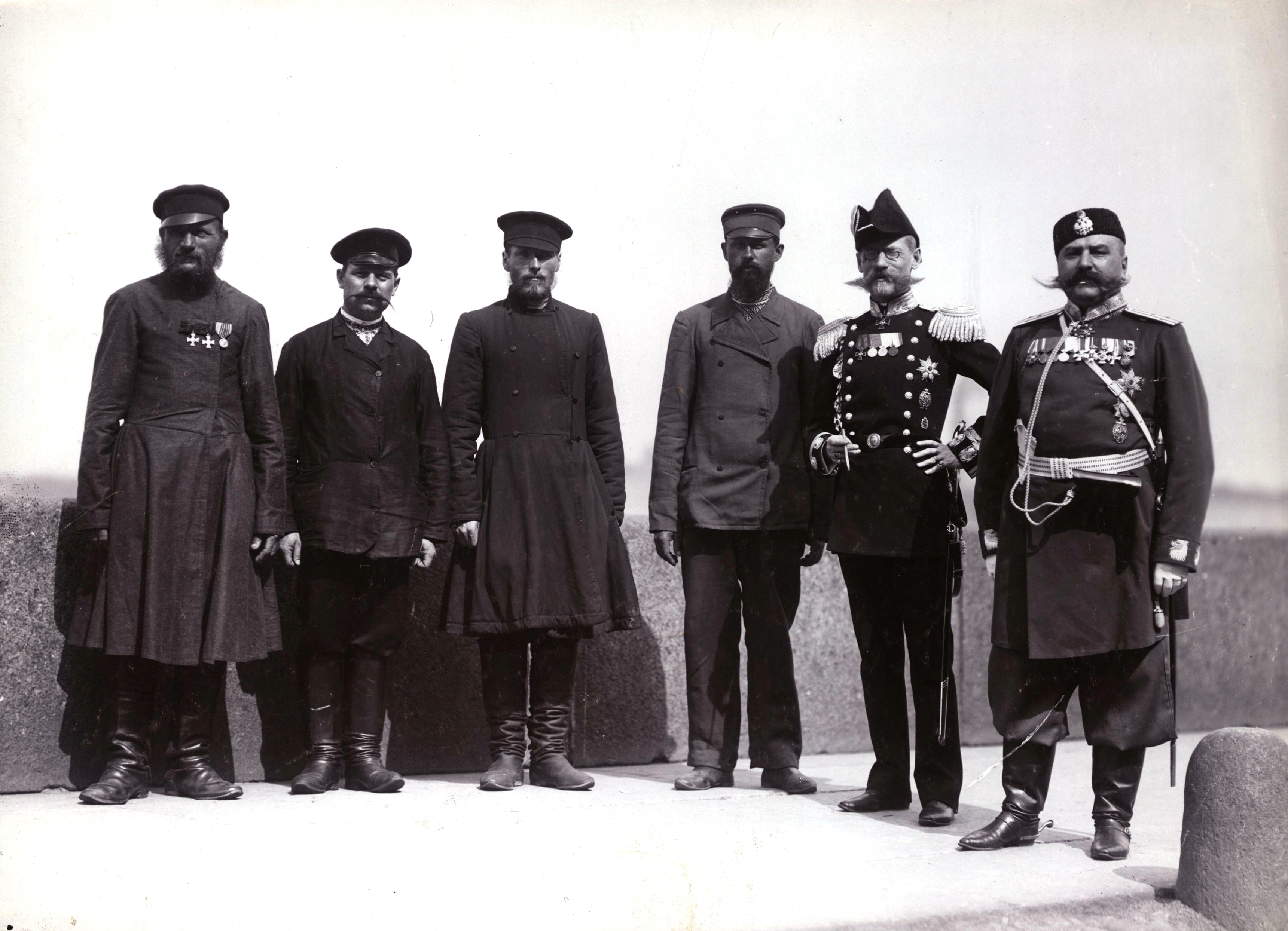
Membri ai Dumei de Stat și doi ofițeri de poliție

Prima Dumă și-a deschis lucrările pe 27 aprilie 1906, (după înăbușirea Revoluției din 1905 și eimiterea Proclamației din octombrie), fiind prezenți cam 500 de deputați. Cele mai radicale partide, precum Partidul Socialist Revoluționar au boicotat alegerile, lăsându-i pe mai moderații din Partidul Constituțional Democrat (Kadeți) să ocupe cele mai multe folotii de deputat (aproximativ 180). Al doilea număr de reprezentanți l-a avut o alianță de centru-stânga a Trudovaia Gruppa (laburiștii) cu aproximativ 100 de deputați. Partidele de dreapta erau reprezentate de un număr de partide mici, printre aceștia aflându-se octombriștii. Deputații de dreapta ocupau aproximativ 45 de locuri. Alți deputați, cei mai mulți reprezentând grupuri ale țăranilor, erau neafiliați politic.
Kadetii au fost printre puținele partide politice capabile să atragă constant alegătorii din cauza poziției lor politice relativ moderate. Kadetii primiseră în general voturile populației urbane, nereușind de cele mai multe ori să atragă atenția sufragiile comintăților rurale, de problemele cărora s-au apropiat alte partide politice.
Duma a funcționat pentru 73 de zile, până pe 8 iulie 1906, cu foarte puține succese. Împăratul și premierul său loial Ivan Goremîkin erau hotărâți să controleze Duma și să nu erau doritori să împartă puterea cu parlamentarii. Pe de altă parte, Duma dorea continuarea reformelor, printre acestea numărându-se cea electorală și, poate cea mai importantă, reforma funciară. Serghei Muromțev, un profesor de drept la Universitatea din Moscova, a fost ales președinte al Dumei. Lev Urusov a ținut un discurs celebru. Împăratul a fost speriat de liberalismul Dumei și a hotărât dizolvarea acesteia, spunând conform unor relatări „blestemată Dumă. Este doar lucrarea lui Witte”. În aceeași zi a fost numit premier  Piotr Stolîpin.
Ca să răspundă acestei situații, Pavel Miliukov și aproximativ 200 de deputați, cei mai mulți kadeți liberali, s-au adunat în secret la Vyborg, în acea perioadă parte a Finlandei rusești. De aici ei au emis un apel, care chemau populația la nesupunere civică. Apelul lor a fost în mare măsură ignorat și s-a încheiat cu arestarea participanților la întâlnire și închiderea birourilor Partidului Constițuțional Democratic. Toate aceste evenimente au deschis calea pentru convocarea celei de-a doua Dumă.

### A doua Dumă

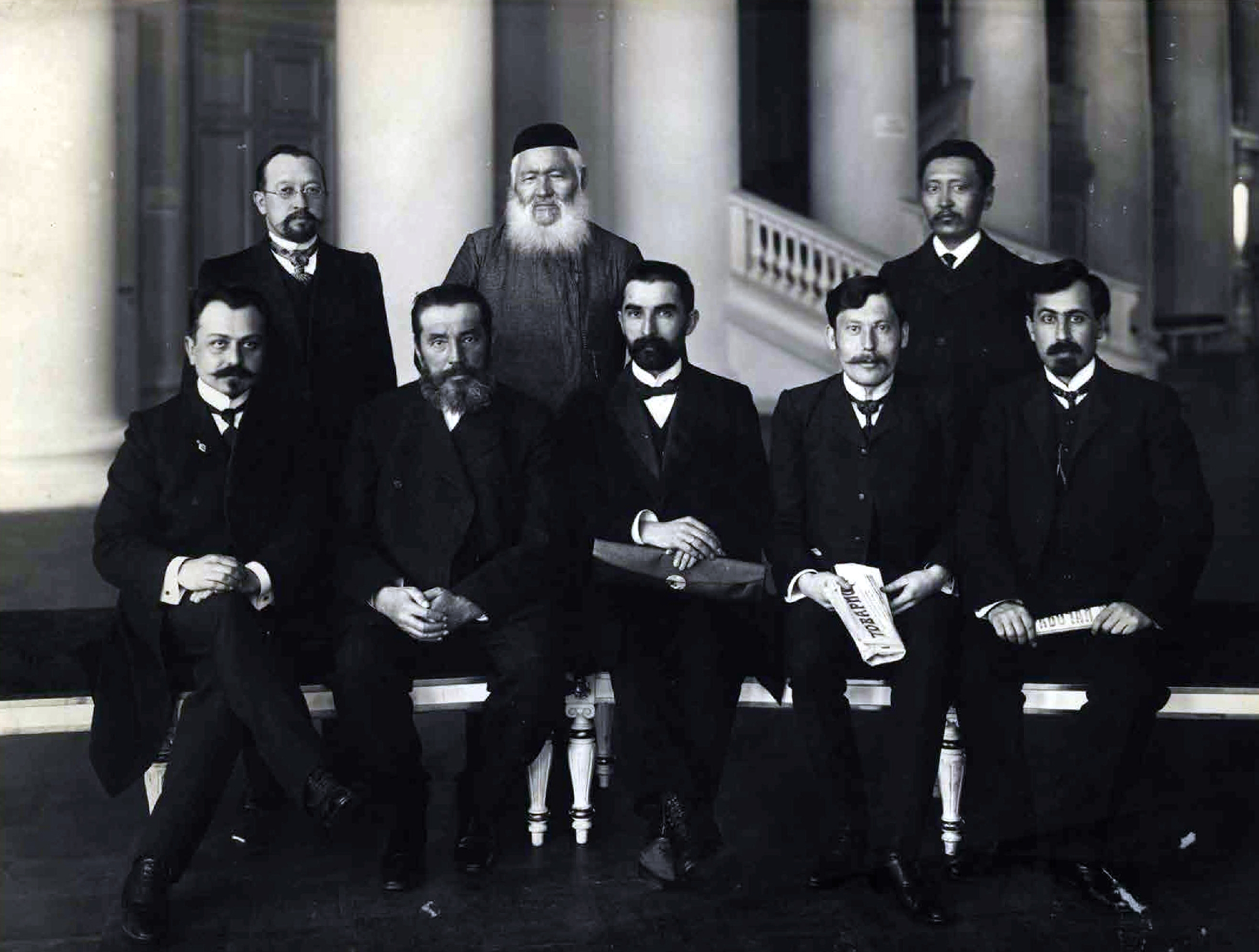
Deputați musulmani din Duma de stat. Primul din stânga, stând pe scaun este Fatali Khan Khoyski. (1907)

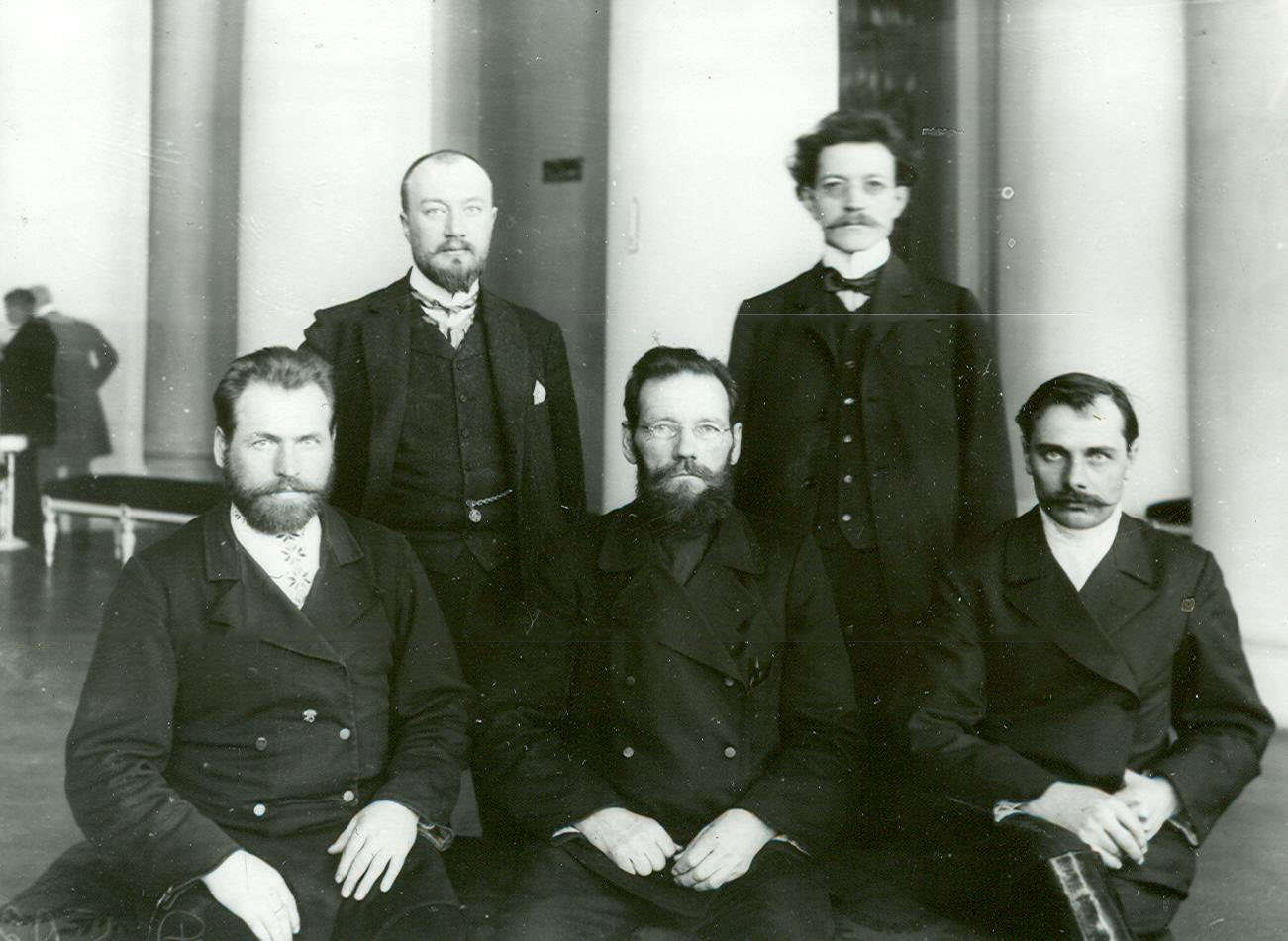
Membria ai Dumei din gubernia Vologda

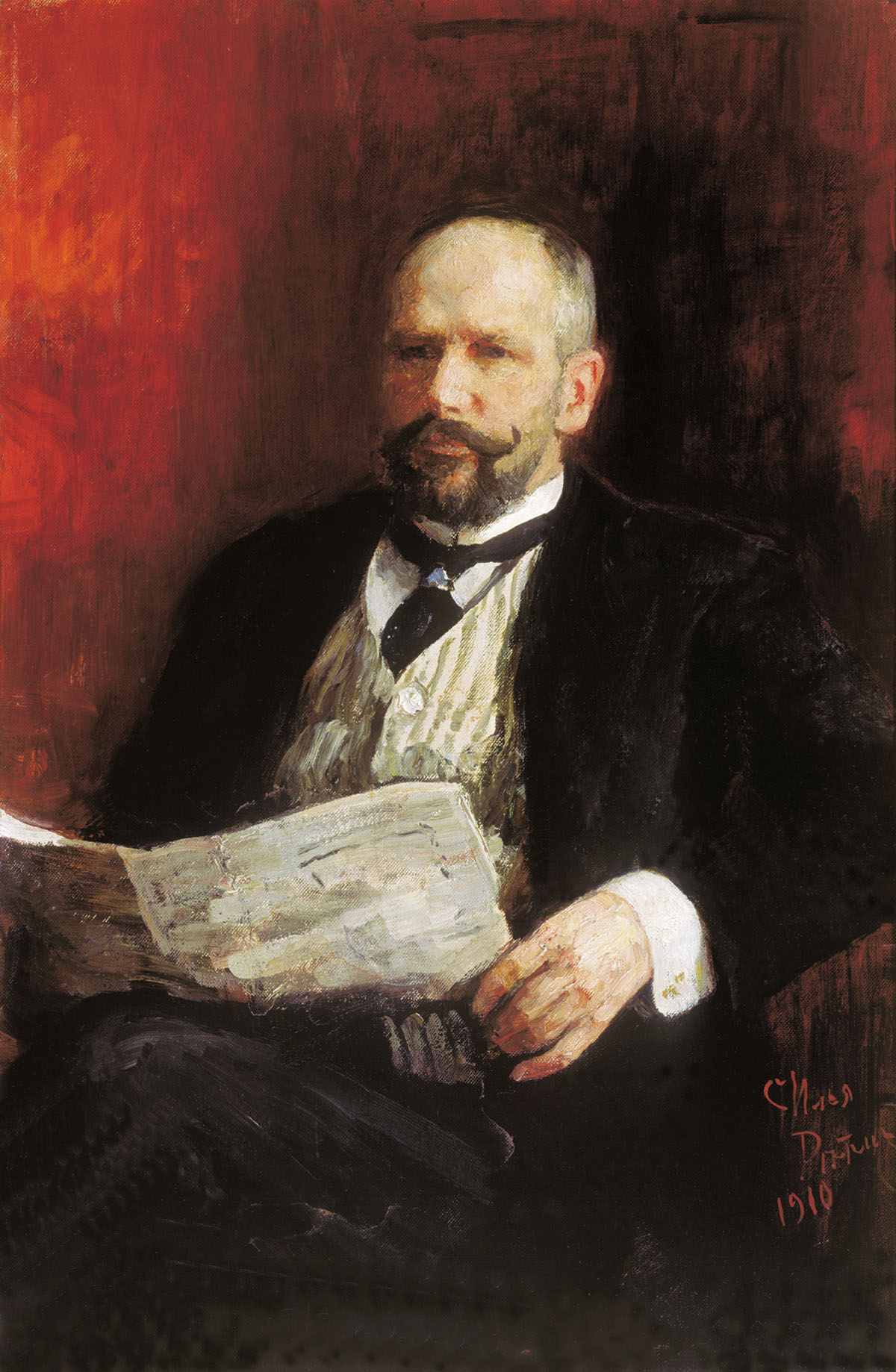
Stolîpin, portret de Repin

A doua Dumă a funcționat 103 zile, între 20 februarie și 3 iunie 1907. Printre noii membri ai Dumei s-a numărat și Vladimir Purișkevici, un politician de dreapta monarhist, care s-a opus puternic Proclamației din octombrie. Bolșevicii, menșevicii, (care erau facțiunui ai Partidului Social-Democrat al Muncii) și socilaiștii revoluționari au abandonat politica de boicotare a Dumei și au reușit să obțină un număr de mandate. Numărul deputaților kadeții, (din acest moment din poziția de partid moderat de centru), au ajuns să fie de două ori mai puțini decât cei cu vederi politice radicale. 
Chiar și în aceste condiții, Stolîpin și Duma nu au putut conlucra, pozițiile lor fiind complet diferite în probleme precum confiscarea pămaturilor (susținută de socialiști și într-o mai mică măsură de kadeți, respinsă vehement de țar și de premier) și modul brutal de abordare de către guvern a apărării legii și ordinii.
Pe 1 iunie 1907, primul ministru Piotr Stolîpin i-a acuzat pe social-democrați de pregătirea unei rebleiuni armate și a cerut excluderea de la ședințe Dumei a 55 de deputați și anularea imunității parlamentare a 16 dintre ai. Când Duma a respins ultimatumul premieruliu, țarul a dizolvat parlamentul pe 3 iunie printr-n decret imperial, care a devenit cunoscut cu numele de „Lovitura din iunie 1907”.
În ciuda tuturor acestor probleme, împăratul nu dorea însă să desființeze Duma. În schimb, folosindu-se de puterile pentru situații de urgență, țarul, ajutat de Stolîpin, a modificat legea electorală, oferind o valoare electorală sporită voturilor marilor proprietari de pământ și a afaceriștilor din orașe și o valoare mai mică voturilor țăranilor, pe care i-a acuzat că sunt „îndrumați greșit”, reușind în cele din urmă să altereze legea fundamentală pe care tot el o promulgase.

### A treia Dumă
Noua lege electorală a permis ca a treia Dumă (7 noiembrie 1907 – 9 iunie 1912) să fie dominată de nobilime, moșieri și afaceriști. Numărul deputaților din regiunile în care rușii nu reprezentau majoritatea a fost puternic diminuat. Noul sistem electoral a ajutat la cooperarea mai bună, dar nu ideală, dintre Dumă și guvern. Ca urmare, Duma și-a desfășurat activitatea pe durata a cinci ani, a votat 200 de legi și aproximativ 2500 de amendamente. Datorită marelui număr de aristocrați și de „velikoruși”,  („rușii mari”, adică etnici ruși în comparație cu alte etnii înrudite precum „rușii mici” ucraineni și „rușii albi” belaruși), și această Dumă a primit un supranume și anume „Duma nobililor și lacheilor” sau „Duma stăpânilor”. Partidul Octombrist era cel mai bine reprezentat, cu aproape o treime din numărul deputaților. Această Dumă, mai conservatoare, a demonstrat că noul sistem electoral urma să asigure începând din acel moment o adunare parlamentară dominația marilor proprietari de pământ, asupra căreia împăratul avea să aibă o mare capacitate de influență și care în schimb avea să fie complet loială țarului, spre deosebire de primele două Dume.
Din punct de vedere al activității legislative, Duma a asigurat o îmbunătățire a capacității militare a Rusiei, a permis lui Stolîpin să își pună în aplicare planurile pentru reforma agricolă și a introducerii pentru prima dată în imperiu a măsurilor de bază pentru asistență socială. Dacă puterea marilor proprietari de pământ a fost redusă constant, Duma a sprijinit în schimb legile antidemocratice, precum cele care priveau restrângera autonomiei Finlandei și politica de rusificare, care ar fi trebuit să prevină dezintegrarea imperiului. După dizolvarea celei de-a doua Dume, în regiuni întinse ale imperiului se aplica legea marțială, sau o formă de stare de asediu. A fost interzis, de exemplu, în momente și în locuri diferite, să faci referire la dizolvarea celei de-a doua Dume, la funeraliile președintelui primei Dume, Muromțev, sau la funeraliile lui Lev Tolstoi, să amintești de călugărul fanatic Iliodor, ori de vestitul agent provocator, Evno Azef. Stolîpin a fost asasint în septembrie 1911 și a fost înlocuit la conducerea cabinetului de ministrul său de finanțe, Vladimir Kokovțov. Experința noului premier ca finanțist i-a permis să echilibreze bugerul imperiului și să crească cheltuielile în unele domenii neglijate până atunci. 

### A patra Dumă

Aleksandr Kerenski

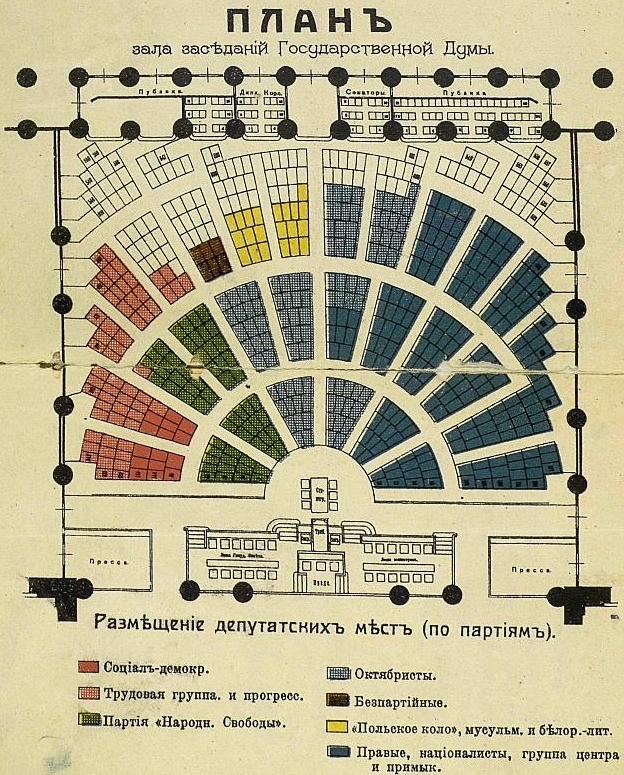
Duma de Stat a Imperiului Rus la a patra convocare

A patra Dumă (15 noiembrie 1912 – 6 octombrie 1917, ai cărei membri au fost aleși în septembri/octombrie 1912, a avut de asemenea o influență politică limitată. Prima sesiune a fost ținută în perioada 15 noiembrie 1912-25 iunie 1913, iar a doua sesiune din 15 octombrie 1913 până în 14 iunie 1914. Pe 1 iulie 1914, țarul a sugerat ca Duma să fie redusă la starea de corp consultativ. O sesiune extraordinară a fost convocată în perioada Crizei din iulie, pe 26 iulie 1914. A treia sesiune a avut loc în perioada 27-29 ianuarie 1915, a patra în 19 iulie-3 septembrie 1915, a cincea în 9 februarie-20 iunie 1916 și a șasea în 1 noiembrie-16 decembrie 1916. Nimeni nu știa cu exectitate când urma să fie convocată o nouă sesiune. 
În rândul deputaților acestei Dume s-au evidențiat liberalul Aleksandr Kerenski și bolșevicul Roman Malinovski, care era și agent dublu al poliției secrete. În martie 1913, octombriștii conduși de Alexandr Gucikov, președintele Dumei, au pornit o investigație pentru verificarea zvonurilor conform cărora Grigori Rasputin ar fi făcut parte din secta hlîstilor. Principalul partid politic al Dumei, octombriștii, s-a divizat în trei secțiuni distincte.
Duma „s-a întâlnit pe 8 august timp de trei ore pentru a vota credite de război de urgență [și] nu i s-a cerut să rămână în ședință, deoarece mai mult ar încurca”. Duma urma să fie dizolvată până pe 14 februarie 1915. Un scandal serios a izbucnit în ianuarie când s-a aflat că guvernul a ținut secrete față de Dumă informații despre evoluțiile de pe front. În mai, Guchkov a propus formarea Comitetelor pentru Industria de Război pentru unirea tuturor unităților industriale care aprovizionau armata cu muniție și echipamente, pentru mobilizarea industriei pentru nevoile războiului și a acțiunilor militare îndelungate și care să exercite presiuni politice asupra regimului țarist. Pe 17 iulie 1915, Duma a fost convocată într-o nouă sesiune pentru o perioadă de șase săptămâni. 
Foștii membri ai Dumei au început să fie tot mai nemulțumiți de controlul țarist asupra problemelor militare și guvernamentale și au cerut reconvocarea adunării parlamentare. Când împăratul a refuzat pe 21 august cererea deputaților pentru înlocuirea guvernului cu un „Cabinet al încrederii naționale”, aproape o jumătate dintre aleși au format „Blocul progresist”, care s-a transformat în 2017 în punctul central al rezistenței politice. Pe 3 septembrie 1915, Duma și prorogat activitatea.
În ajunul izbucnirii războiului, guvernul și Duma se pândeau reciproc ca doi luptători nedeciși, nicio parte nefiind în stare să facă o mișcare hotărâtă. Războiul a făcut ca partidele să fie mult mai cooperante și practic s-au constituit într-un superpartid. Când țarul a anunțat că părăsește capitala pentru ca să fie mai aproape de front la Moghilev, politicienii au format Blocul progresist, deputații temându-se de creșterea influenței lui Rasputin asupra împărătesie Alexandra.
Duma s-a reîntrunit pe 9 februarie 1916, după ce premierul de 76 de ani Ivan Goremîkin  a fost înlocuit cu Boris Stürmer cu condiția ca Rasputin să fie izolat. Deputații au fost nemulțumiți când Stürmer și-a rostit discursul. El a afirmat că, datorită războiului, nu era momentul potrivit pentru începerea unor reforme constituționale. Cu această ocazie, împăratul a făcut pentru prima dată în viața sa o vizită în sala de ședință a Dumei, ceea ce i-a împiedicat pe deputați să îl huiduie pe noul premier. 
Pe 1 noiembrie 1916 (stil vechi), Duma s-a întrunit, iar Pavel Miliukov a atacat guvernul lui  Boris Stürmer. În discursul lui, Miliukov a vorbit despre „forțele întunecate”, a subliniat numeroasele eșecuri guvernamentale și a pus celebra întrebare „Este asta prostie, sau trădare?” Kerenski i-a numit pe miniștri „asasin plătiți” și „lași” și a mai adăugat că sunt „ghidați de disprețuitul Grișa Rasputin!” Stürmer and Protopopov asked in vain for the dissolution of the Duma. Demisia lui Stürmer a părut o concesie făcută Dumei. Amiralul Ivan Grigorovici și generalul de infanterie  Dmitri Șuvaev au declarat în cadrul ședinței Dumei că sunt încrezători în poporul rus, marină și armata terestră, iar războiul poate fi câștigat. 
Pentru octombriști și kadeți, care reprezentau aripa liberală în parlament, Rasputin și sprijinul pe care îl oferea acesta monarhiei absolutiste erau unul dintre principalele lor obstacole. Politicienii au încercat să aducă guvernul sub controlul Dumei. „Pentru Ohrana devenise evident la sfârșitul anului 1916 că proiectul Dumei liberale era inutil, iar singurele două opțiuni rămase erau represiunea sau o revoluție socială.”
Pe 19 noiembrie, Vladimir Purișkevici, unul dintre membrii fondatori ai Sotniilor Negre, a ținut un discurs în Dumă. El a declarat că monarhia fusese discretidată de ceea ce el a numit „jocul ministerial «de-a capara»”.
Pe 2 decembrie, Trepov a citit de la tribuna Dumei noul program guvernamental. Deputații au strigat „Jos miniștii! Jos Protopopov!” Premierului nu i s-a permis să vorbească și a fost obligat să părăsească tribuna. Trepov a amenințat în aceste condiții că va închide Duma turbulentă, care încerca să își impună controlul asupra țarului. Țarul s-a sfătuit cu împărăteasa Alexandra, cu miniștii și cu Rasputin cu privire la cea mai potrivită dată pentru redeschiderea Dumei: 12, 19 ianuarie, 1 sau 14 februarie. Rasputin a propus ca Duma să rămână închisă până în februarie, iar împărăteasa și Protopopov i-au sprijinit propunerea. Vineri, 16 decembrie, Miliukov a declarat în Dumă: „... poate [noi vom fi] revocați de pe 9 ianurie, poate până în februarie”, doar că, în seara acestei zile, Duma a fost închisă până pe 12 ianuarie printr-un decret pregătit însă cu o zi în urmă. Sediul Dumei a trecut sub paza gărzilor înarmate loiale regimului. 
Pe 22 februarie (stil vechi) / 7 martie (stil nou) 1917 a izbucnit Revoluția din Februarie, după ce țarul părăsise capitala îndreptându-se spre front, și muncitorii din atelierele Putilov declaraseră grevă. Pe 23 februarie (stil vechi) / 8 martie (stil nou) (Ziua Internațională a Femeii), femeile din Sankt Petersburg s-au alăturat grevei. Ele au cerut dreptul de vot pentru femei, rezolvarea crizei alimentare și instaurarea păcii. Deși adunările publice fuseseră interzise cu desăvârșire, pe 25 februarie aproximativ 250.000 de oameni erau în grevă și demonstrau. Împăratul i-a ordonat lui Serghei Semionovich Habalov, comandantul regiunii militare Petrograd, un ofițer inexperimentat și șovăitor, să pună capăt cu forța dezordinilor publice. În acedst timp, soldați ai companiei a patra a regimentului Pavlovski au dezertat și s-au alăturat protestarilor pe străzi. Liberalul Vasili Maklakov, purtătorul de cuvânt al Blocului progresist, a afirmat public părerea conform căreia demisia membrii guvernului era necesară „pentru a face clar că ei doresc să meargă într-o direcție nouă”.  Luni, soldații regimentului Volânski i-au îndemnat și pe militarii regimentului Litovski, Preobrajenski și Moskovski să iasă pe străzi și să se alăture rebeliunii. Pe 27 februarie, delegații Dumei au primit un ordin prin care împăratul a decis să proroge lucrările adunării parlamentare până în aprilie, lăsând-o fără niciun fel de autoritate legală. Duma a refuzat să se supună și a convocat o întrunire privată. Buchanan a afirmat: „A fost un act de nebunie să proroghezi Duma într-un moment ca acesta.  Delegații au hotărât să formeze un Comitet provizoriu al Dumei de Stat. Comitetul provizoriu a ordonat arestarea tuturor foștilor miniștri și a funcționarilor superiori de stat” Palatul Taurida a fost ocupat de soldați și de demonstranți. 
În seara aceleiași zile, guvernul și-a ținut ultima ședință în sediul din Palatul Mariinski și și-a prezentat în mod oficial demisia țarului, când legăturile telefonice ale palatului au fost tăiate. Gucikov și Vasili Șulghin au plecat la cartierul general al armatei de lângă Pskov ca să îl convingă pe împărat să abdice. Comitetul provizoriu a trimis între timp comisari care să preia toate ministerele și alte instituții guvernamentale, i-a demis pe toți miniștrii numiți de țar și au format un guvern provizoriu sub conducerea Gheorghi Evghenievici Lvov. 
„În cele șaptesprezece luni ale „guvernării țarinei”, din septembrie 1915 până în februarie 1917, Rusia a avut patru prim-miniștri, cinci miniștri de interne, trei miniștri de externe, trei miniștri de război, trei miniștri ai transporturilor și patru miniștri ai agriculturii. Acest „joc de-a capra” ministerială, așa cum s-a ajuns să fie cunoscută, nu numai că a îndepărtat oamenii competenți de la putere, dar a dezorganizat și activitatea guvernului, deoarece nimeni nu a rămas suficient în funcție pentru a-și însuși responsabilitățile. ”
Pe 2 martie 1917, guvernul provizoriu a decis că Duma nu va mai fi convocată. Din punct de vedere oficial, a patra Dumă a continuat să existe până pe 6 octombrie 1917, când a fost dizolvată în legătură cu pregătirile pentru alegerile pentru Adunarea Constituantă Rusă.

## Deputații Dumei de Stat

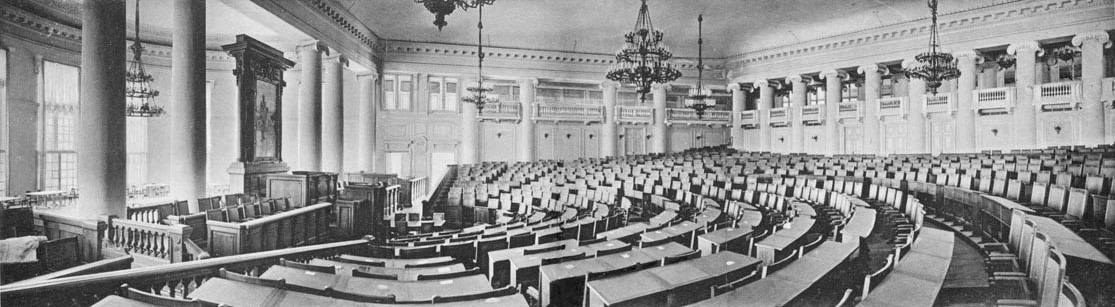
Sala de ședințe a Dumei din Palatul Taurida (imagine din ziulele noastre).

| Party                                        | Prima Dumă     | A doua Dumă    | A treia Dumă   | A patra Dumă   |
| -------------------------------------------- | -------------- | -------------- | -------------- | -------------- |
| P.S.D.M Rus                                  | 18 (menșevici) | 47 (bolșevici) | 19 (bolșevici) | 15 (bolșevici) |
| Partidul Socialist Revoluționar              | –              | 37             | –              | –              |
| Grupul laburist                              | 136            | 104            | 13             | 10             |
| Partidul Progresist                          | 27             | 28             | 28             | 41             |
| Partidul Constituțional Democratic (kadeții) | 179            | 92             | 52             | 69             |
| Grupuri naționale neruse                     | 121            | –              | 26             | 21             |
| Partidul de Centru                           | –              | –              | –              | 33             |
| Partidul Octombrist                          | 17             | 42             | 154            | 95             |
| Naționaliștii                                | 60             | 93             | 26             | 22             |
| Politicieni de dreapta                       | 8              | 10             | 147            | 154            |
| TOTAL                                        | 566            | 453            | 465            | 448            |